# TwinBee Portable
TwinBee Portable (ツインビー ポータブル Tsuinbī Pōtaburu?) es un videojuego recopilatorio de 5 títulos de la saga TwinBee, publicado únicamente en Japón por Konami para la PSP en 2007.
TwinBee Portable contiene los siguientes videojuegos:
- TwinBee (1985), versión arcade.
- TwinBee Da!! (1990), Game Boy (remake).
- Detana!! TwinBee (1991), versión arcade.
- Pop'n TwinBee (1993), Super Famicom.
- TwinBee Yahho! Fushigi no Kuni de Daiabare!! (1995), versión arcade.